# Aquilas Geheimnis – Auf der Suche nach dem Piratenschatz
Aquilas Geheimnis – Auf der Suche nach dem Piratenschatz (orig. Piratskattens hemlighet) ist ein schwedischer Fernsehadventskalender aus dem Jahr 2014. Die Dreharbeiten fanden vom März bis Mai 2014 auf der kroatischen Insel Brač statt. Es ist das erste Mal, dass ein schwedischer Fernsehadventskalender außerhalb Schwedens gedreht wurde. Zu den Drehorten gehörten die Stadt Bol, die Bucht Lovrečinaviken in der Gemeinde Pučišća und der Berg Vidova Gora. Die letzten Szenen der Serie wurden in der Umgebung von Zagreb gedreht.
Die Serie spielt in Kroatien und handelt von den vaterlosen Geschwistern Minna und Sam, die ihren Vater bei einem Unfall verloren haben. Zusammen mit ihrer Mutter fahren die Kinder an die Küste, um mit ihrer Tante Anja, Cousine Bianca und ihrem Großvater Ivo Weihnachten in der Sonne zu verbringen. Tante Anja betreibt an der Küste ein Hotel, das von einer Firma aufgekauft werden soll, die den Küstenstreifen ausbeuten will. Minna, Sam und Bianca glauben einen Weg gefunden zu haben, um das Hotel und den Küstenstreifen zu retten. Sie wollen den verlorenen Schatz des mysteriösen Piratenkapitäns Aquila suchen. Mitten in den Vorbereitungen auf das Weihnachtsfest erkennen sie jedoch, dass Aquilas Piratenschatz kein Gold und keine Diamanten enthält. Es ist ein Fernrohr, das Wünsche erfüllt. Mit Hilfe des Fernrohres können sie Küste und Hotel retten. Die Kinder hoffen, dass das Fernrohr nicht in falsche Hände gerät. Somit werfen sie es schließlich zurück in das Meer.

## Belege
1. ↑  Julkalendern 2014: Piratskattens hemlighet. Sveriges Television, 24. Dezember 2013, archiviert vom Original am 25. Dezember 2013; abgerufen am 24. Dezember 2013 (schwedisch).
2. ↑  Tportal.hr
3. ↑  Jutarnji list (Memento vom 25. Dezember 2014 im Internet Archive)
4. ↑  Soligt piratäventyr befriar julkalendern ur snögloben. In: Dagens nyheter. 30. November 2014, abgerufen am 2. Dezember 2014 (schwedisch).
5. ↑  Julkalendern 2014: Ångest, intriger och störiga kusiner. In: Sydsvenskan. 1. Dezember 2014, abgerufen am 12. Dezember 2014.
6. ↑  Aquilas Geheimnis – Auf der Suche nach dem Piratenschatz. 24. Die Rettung der Orchideen-Küste. In: fernsehserien.de. Abgerufen am 6. Juli 2021.